# Piechy (województwo lubelskie)
Piechy – wieś w Polsce położona w województwie lubelskim, w powiecie parczewskim, w gminie Podedwórze.
W latach 1975–1998 miejscowość administracyjnie należała do województwa bialskopodlaskiego.
Wieś stanowi sołectwo w gminie Podedwórze. Według Narodowego Spisu Powszechnego z roku 2011 wieś liczyła 86 mieszkańców.
Wierni Kościoła rzymskokatolickiego należą do parafii Podwyższenia Krzyża Świętego w Podedwórzu.

## Historia
Piechy w wieku XIX stanowiły folwark i dobra w powiecie włodawskim, gminie i parafii Opole, odległy 29 wiorst od Włodawy. Folwark posiadał 10 domów 87 mieszkańców oraz gorzelnią.
Folwark należał niegdyś do dóbr Opole.Właścicielami byli kolejno Szlubowscy po nich przeszedł w posiadanie Piotrowskich, następnie Zaleskich.
Dobra Piechy składały się w 1879 r. z folwarków: Piechy, Niecielin i Mosty oraz wsi: Mosty, Grabówka i Bojary. Rozległość ogólna dóbr Piechy wynosiła 3890 mórg w tym:
- Folwark Piechy gruntów ornych i ogrodów 455 mórg, łąk 116 mórg, pastwisk 65 mórg, lasu 1009 mórg, nieużytki 41 mórg, razem 1686 mórg, budynków murowanych 7, z drewna 9, płodozmian 5. polowy.
- Folwark Mosty: gruntów ornych i ogrodów 550 mórg, łąk 353 mórg, pastwisk 23 mórg, lasu 185 mórg, nieużytków 18 mórg, razem 1129 mórg, budynków murowanych 3, z drewna 5, płodozmian 5. polowy.
- Folwark Niecielin: gruntów ornych i ogrodów 410 mórg, łąk 2 mórg, pastwisk 58 mórg, lasu 90 mórg, nieużytków 15 mórg, razem 575 mórg, budynków murowanych 1, z drewna 4, płodozmian 5. polowy. Las urządzony[9].

Wieś Mosty posiadały osad 33, z gruntem 944 mórg, wieś Grabówka osad 44 z gruntem 921 mórg, wieś Bojary osad 17, z gruntem 498 mórg.
Według spisu powszechnego z roku 1921 folwark i kolonia Piechy w gminie Opole (spisano razem) posiadały 11 budynków, w tym 4 folwarczne niemieszkalne, zamieszkałych przez 102 mieszkańców.